# Краушвіц (Саксонія)
Краушвіц (нім. Krauschwitz) — громада в Німеччині, розташована в землі Саксонія. Входить до складу району Герліц.
Площа — 106,62 км2. Населення становить 3405 ос. (станом на 31 грудня 2020). 
Офіційною мовою в населеному пункті, крім німецької, є верхньолужицька. 

## Адміністративний поділ
Громада підрозділяється на 6 сільських округів. 

## Галерея

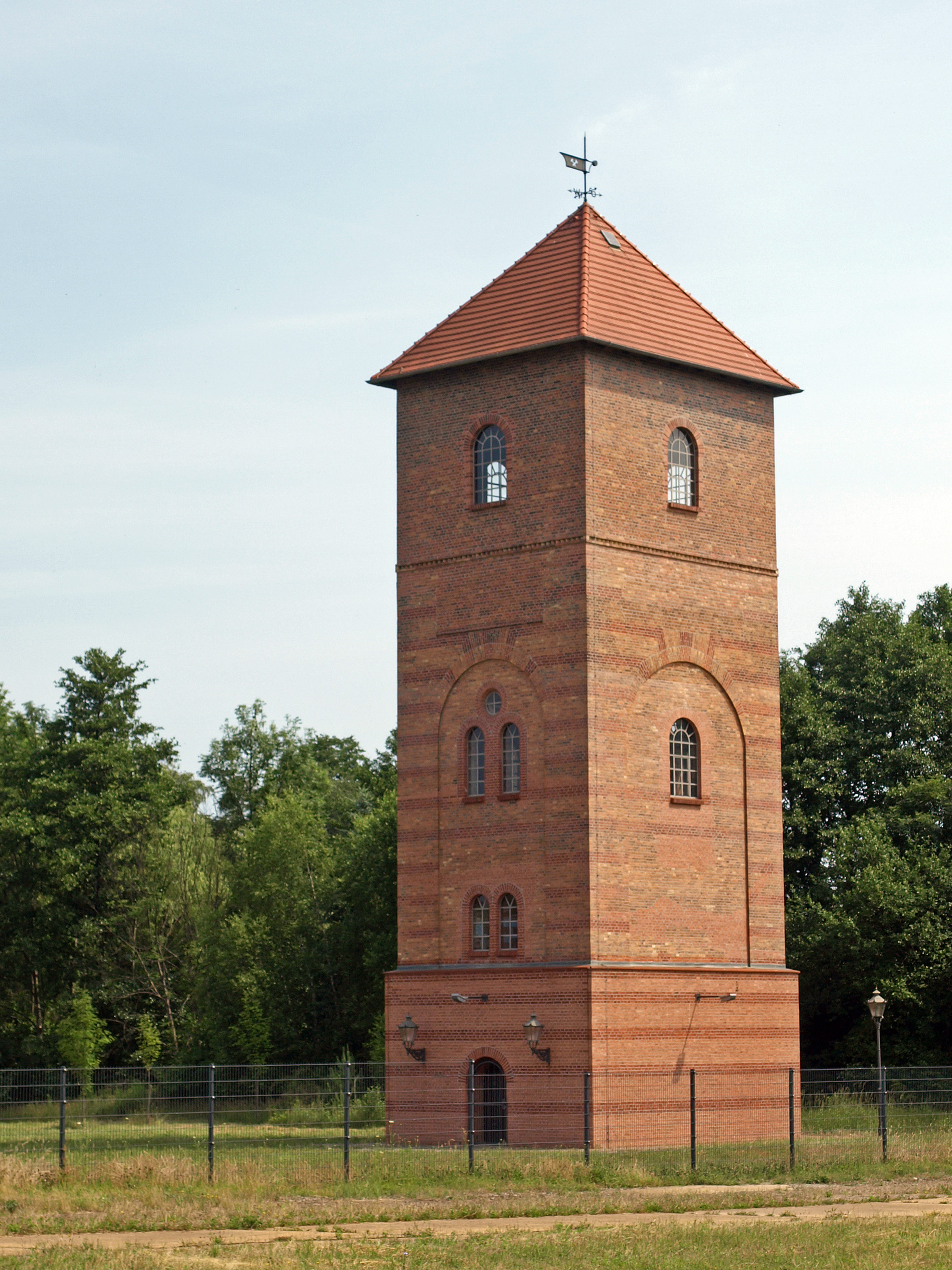